# Сарман
Сарман (каз. Сарман) — село в Акжаикском районе Западно-Казахстанской области Казахстана. Входит в состав Сарытогайского сельского округа. Код КАТО — 273269200.

## Население
В 1999 году население села составляло 322 человека (171 мужчина и 151 женщина). По данным переписи 2009 года, в селе проживал 281 человек (134 мужчины и 147 женщин).

## Известные жители и уроженцы
- Бергалиев, Джукен (род. 1925) — Герой Социалистического Труда.